# Eda (comune)
Eda è un comune svedese di 8 531 abitanti, situato nella contea di Värmland. Il suo capoluogo è la cittadina di Charlottenberg.

## Località
Nel territorio comunale sono comprese le seguenti aree urbane (tätort):
- Åmotfors (parte)
- Charlottenberg
- Eda glasbruk
- Koppom